# Rhonda Fleming
Rhonda Fleming (właśc. Marilyn Louis; ur. 10 sierpnia 1923 w Los Angeles, zm. 14 października 2020 w Santa Monica) – amerykańska aktorka filmowa i telewizyjna oraz piosenkarka.

## Kariera
Rhonda Fleming debiutowała w pierwszej połowie lat 40. epizodycznymi rolami w filmach, w których gwiazdami byli: John Wayne, Robert Mitchum, Claudette Colbert, Jennifer Jones. Drogę do kariery otworzył jej producent David O. Selznick, dzięki któremu zagrała swoją pierwszą dużą rolę w filmie w reżyserii samego Alfreda Hitchcocka pt. Urzeczona z 1945. W tym samym roku wystąpiła w thrillerze Roberta Siodmaka Kręte schody, a rok później u boku Randolpha Scotta w westernie Miasteczko Abilene. Kolejnym sukcesem była rola w klasycznym filmie noir pt. Człowiek z przeszłością (1947), w którym partnerowali jej Robert Mitchum i Kirk Douglas. W 1949 zagrała główną rolę w komedii muzycznej Jankes na dworze króla Artura, gdzie wystąpiła i śpiewała wspólnie z Bingiem Crosbym. Jej bardziej znane role z lat 50. to m.in. kreacje w filmie Fritza Langa Gdy miasto śpi (1956) i westernie Johna Sturgesa Pojedynek w Corralu O.K. (1957). W późniejszych latach ograniczyła swoje występy, a od początku lat 80. nie grała w ogóle. 
W latach pięćdziesiątych była częścią gospelowego kwartetu The Four Girls, w którym śpewała wraz z Jane Russell, Connie Haines i Beryl Davis. Śpiewała także w kilku swoich filmach. W 1957 roku rozpoczęła karierę w Las Vegas, występując w nowym hotelu Tropicana. Później pojawiła się w Hollywood Bowl i koncertowała ze Skitchem Hendersonem i jego orkiestrą.

## Życie prywatne i śmierć
Była sześciokrotnie zamężna. Cztery pierwsze małżeństwa zakończyły się rozwodami. Piąty mąż zmarł w 2001 po 23 latach małżeństwa. W 2003, mając 80 lat wyszła za mąż po raz szósty. Ma jednego syna Kenta, ze związku z pierwszym mężem.
Była twórczynią fundacji, która pomaga kobietom z rakiem piersi.
Fleming zmarła 14 października 2020 w Saint John's Health Center w Santa Monica w wieku 97 lat.

## Filmografia
- W starej Oklahomie (1943; znany także pod tytułem - Wojny drapieżców) jako tancerka
- I tak zostali małżeństwem (1944) jako dziewczyna w pociągu
- Od kiedy cię nie ma (1944) jako tańcząca dziewczyna
- Urzeczona (1945) jako Mary Carmichael
- Kręte schody (1945) jako Blanche
- Miasteczko Abilene (1946) jako Sherry Balder
- Człowiek z przeszłością (1947) jako Meta Carson
- Jankes na dworze króla Artura (1949) jako Alisande La Carteloise
- Gdy miasto śpi (1956) jako Dorothy Kyne
- Pojedynek w Corralu O.K. (1957) jako Laura Denbow
- Bądź w domu przed zmrokiem (1958) jako Joan Carlisle
- Won Ton Ton – pies, który ocalił Hollywood (1976) jako Rhoda Flaming
- Statek miłości (1977-86; serial TV) jako Mona Maxwell (gościnnie, 1978)
- Naga bomba (1980; znany także pod tytułem – Nagość ostateczna) jako Edith Von Secondberg